# 黄華
黄華（こう か、簡体字：黄华、繁体字：黃華、英語：Huang Hua、ホワン・ホワ、1913年1月25日 - 2010年11月24日）は、中華人民共和国の政治家、外交官。国務院副総理、国務委員、外交部長、第11期から13期まで党中央委員、第13期中央顧問委員会常務委員を務めた。

## 経歴・人物
1913年1月25日に河北省磁県に誕生した。燕京大学を中退した後に1935年の一二九運動に参加した。1936年に中国共産党に入党する。延安ではエドガー・スノー、アグネス・スメドレーらの通訳を担当する。1941年から朱徳の秘書を務める傍ら外交にも従事する。1946年に葉剣英の秘書となる。1949年、国民党外交部の接収を指揮した。1953年、朝鮮戦争停戦交渉の中国側代表、外交部西ヨーロッパアフリカ局局長となる。1954年の第一次インドシナ戦争の休戦に関するジュネーヴ会議、1955年のバンドン会議に代表団顧問・報道官として出席した。
1960年から1971年までガーナ・エジプト・カナダ大使を歴任した。1971年に中国を訪問したアメリカのヘンリー・キッシンジャー大統領補佐官との交渉を担当した。国際連合における中華人民共和国の代表権獲得後、中華人民共和国の初代国連大使に就任。1976年に解任された喬冠華に代わって外交部長に就任し、国務委員を兼任する。1978年に日本の園田直外務大臣と日中平和友好条約に調印し、アメリカとの国交正常化も担当した。1978年の鄧小平の日本訪問と1979年のアメリカ訪問に随行した。
1980年に国務院副総理、1983年に第6期全国人民代表大会副委員長に選出される。全人代の代表団を率いて各国を訪問し、1992年には日中国交正常化20周年を記念して団長として再来日した。
2010年11月24日に腎臓病の為に亡くなった。97歳であった。

## 脚註
1. ↑  Huang Hua, Former Chinese Foreign Minister, Dies ニューヨーク・タイムズ 2010年11月24日閲覧